# Twitch Plays Pokemon

Игроки могли с помощью игровых команд управлять игровым персонажем в игре Pokémon Red

Twitch Plays Pokémon (TPP) — это социальный эксперимент и канал на видеостриминговом сервисе Twitch. Суть эксперимента состояла в коллективном прохождении игры от Game Freak и Nintendo — Pokémon Red путем того, что любой зритель стрима мог в чате оставлять определённую команду для управления персонажем. Данный эксперимент вошёл в книгу мировых рекордов Гиннесса как однопользовательская онлайн-игра с наибольшим количеством участников — 1,165,140.
Идею данного проекта воплотил анонимный австралийский программист, известный под ником «Streamer». Запуск состоялся 12 февраля 2014 года. Стрим приобрёл неожиданную популярность, достигнув среднего числа одновременных зрителей в более 80 000 человек (при активном участии не менее 10 % зрителей). 1 марта 2014 года прохождение игры было полностью завершено, спустя более 16 дней непрерывного игрового процесса. По оценкам Twitch, в нём приняли участие более 1,16 миллиона человек, максимальное количество одновременных участников составило 121 000 человек, а общее количество просмотров стрима составило 55 миллионов. 5 декабря 2014 года Twitch Plays Pokémon получил игровую награду в категории «Лучшее фанатское творение».
Эксперимент привлёк внимание средств массовой информации и сотрудников Twitch за его интерактивность, хаотичность и уникальные проблемы, с которыми сталкивались игроки из-за особенностей игровой механики. Помимо прочего, данный стрим быстро собрал вокруг себя крупное фанатское сообщество, которое составило на основе хаотичного прохождения игры вымышленную мифологию и создало множество интернет-мемов. Сайт Twitch через данный эксперимент хотел выяснить, какими способами возможно сделать потоковую передачу более интерактивной для зрителей и расширить свои сферы услуг. После завершения стрима с игрой Red «Streamer» продолжил запускать стримы с другими играми серии Pokémon, а также с неофициальными ромхакингами. Twitch объявил, что собирается в дальнейшем организовывать подобные стримы, пока у зрителей будет сохраняться к ним интерес. Успех эксперимента побудил другие стриминговые сайты также запускать свои «интерактивные стримы».

## Разработка
TPP была разработана по подобию интерактивной игры, Salty Bet (веб-сайт, где пользователи могли делать ставки на результаты рандомизированных матчей MUGEN) и описанной как социальный эксперимент. Её созданием занимался анонимный австралийский программист, известным под пользовательским именем «Streamer». Создатель для этого использовал язык программирования Python, с применением скриптов IRC bot для эмулятора портативных устройств VisualBoyAdvance. Особенность игры заключалась в том, что скрипты позволяли игре реагировать на команды (команды направления, «B», «A», «выбрать» и «старт»), оставленные пользователями в чате, таким образом вовлекая зрителей в процесс прохождения. Для возможности отображения игрового процесса в режиме реального времени было создано дополнительное веб-приложение, написанное с использованием JavaScript. «Streamer» затем выбрал игры Pokémon Red and Blue для своего проекта, объясняя своё решение ностальгией, а также сославшись на то, что даже самый неумелый игрок способен проходить сюжетную линию в «покемонах».
По этой же причине структура коллективного управления персонажем не будет работать с любым игровым жанром, который не является JRPG, учитывая щадящую пошаговую структуру и отсутствие реакции в геймплее на ошибочные действия игрока, компенсирующее очень большую задержку ввода между игрой и стриминговым потоком. «Streamer» использовал изменённую версию игры и все оригинальные 151 Покемона должны были быть доступны в надежде сделать возможным завершение «Покедекса». Однако отредактированная версия была незаконченной и не имела явных различий в геймплее в сравнении с оригинальной игрой.

## Прохождение
Неустойчивый характер коллективного управления сделал прохождения игры длиннее и сложнее, чем в ситуации, когда прохождением занимается один игрок. Писатель Ars Technica заметил, что персонаж постоянно застревал в углах, ходил кругами, навязчиво проверяя свой покедекс. Команды, как правило, поступали из чата быстрее, чем игра могла их обработать, что зачастую делало процесс прохождения крайне сложным и даже зачастую невозможным, если в прохождение вмешивалось слишком много интернет-троллей. Процесс прохождения оказывался особенно сложными на уровнях с лабиринтами и уступами (иногда каждый участок с уступом проходился по несколько часов в подряд из-за того, что даже один тролль мог провалить уровень, посылая команду спрыгнуть «вниз»). Также прогресс сильно портили случайные инциденты, связанные с выпуском нескольких покемонов на свободу. Худший случай был связан с выпуском сразу двенадцати покемонов и среди игроков получил название «кровавое воскресенье». Также источником трудного прохождения становились пользователи, неоднократно посылающие команды «старт» для открытия меню паузы, вместе с которым открывался инвентарь персонажа, и автоматически выдавал персонажу случайный, не подходящий предмет. Для частичного решения данной проблемы была добавлена система регулирования входов на кнопке «Пуск».
Несмотря на кажущийся хаотичный процесс прохождения, игроки в чате пытались сотрудничать и вырабатывать стратегию с помощью различных средств, включая инфографику и пользовательский сценарий, который должен был скрывать командные сообщения от окна чата, чтобы вести разговоры. Это было особенно необходимо игрокам для прохождения определённых уровней, требующих скоординированных действий для получения покемона с определённым навыком, необходимого для устранения препятствий на уровне. Ранние попытки прохождения без скоординированного сотрудничества приводили к серьёзным упущениям определённых возможностей в начале прохождения. По сути, большинство игроков пытались противодействовать троллям, пытавшимся помешать прогрессу. Игроками был даже создан программный алгоритм для автоматического выявления таких троллей.
С тех пор «Streamer» сотрудничал с другими стримерами и образовал с ними команду Twitch Plays Pokémon, чтобы выпускать аналогичные стрим-игры для канала Twitch. Следующие выпущенные стрим-игры сопровождались живыми комментариями стримеров. Однако вскоре внутри команды начались споры и разногласия, в результате которых «Streamer» отказался от поста лидера Twitch Plays Pokémon 22 ноября 2017 года и передал свой пост другому сотруднику.
18 февраля 2014 года, после столкновения с большими трудностями при прохождении уровня с «бандой R», командой игроков была предложена стратегия прохождения, согласно которой каждое движение управляемого персонажа должно было быть согласовано голосованием в чате. Через каждые 30 секунд персонаж совершал действие, определённое «командой-победителем» в голосовании. Пользователи также при голосовании использовали числа для определения количества ходов, например «right3» означало три последовательных ввода команды «на право». Многие игроки-зрители были возмущены введением новой системы, и в чате Twitch разразился протест, многие из противников для борьбы с новой системой использовали команду «start9» (которая открывала и закрывала меню паузы девять раз, чтобы замедлить прогресс прохождения). Позднее «Streamer» предложил зрителям выбирать между двумя игровыми стратегиями поочерёдно посредством голосования. Так, в обиход игроков вошли два понятия. «Anarchy» предлагало хаотичное управление персонажем всеми игроками в чате, режим «Democracy» предполагал управление персонажем средством голосования игроков в чате.
Однако распределение голосов согласно требованию вещателя было нечестным: если для принятия стратегии «Anarchy» требовалось большинство голосов, то для принятия стратегии «Democracy» требовалось уже абсолютное большинство голосов. Данное решение объяснялось тем, что режим «Democracy» противоречил первоначальной концепции «потокового управления» и исключал возможность возникновения случайных событий процессе прохождения, которые помогали создавать сложную повествовательную и мифологическую структуру, сформировавшеюся вокруг прохождения игры.

## Дальнейшие стримы
После завершения мероприятия Pokémon Red, 2 марта 2014 года, канал организовал интерактивный стрим игры Pokémon Crystal. Во время данного вещания игроки провели изменения в системе голосования. Так, согласно общему решению, игроки переходили на режим «Democracy» в начале каждого часа. К 14 марта 2014 года игроки вступили в «королевскую битву» против главного героя из игры Pokémon Red, тем не менее игра была модифицирована таким образом, что команда red-героя состояла из команды покемонов, с которыми игроки на мероприятии Twitch Plays Pokémon победили финальных боссов — «элитную четвёрку». Программист «Streamer» заметил, что воплотил изначальную идею разработчиков оригинальной игры, которые хотели, чтобы игрок Crystal столкнулся с командой покемонов героя из Red, с помощью которой игрок раннее победил финального босса в игре Pokémon Red. Игра Crystal была пройдена 15 марта, таким образом игрокам потребовалось 13 дней на её полное прохождение. «Streamer» заявил, что, хотя Pokémon Crystal смотрят меньше зрителей, чем Pokémon Red, он продолжит трансляцию с другими играми серии Pokémon, пока зрители будут сохранять достаточный интерес к его мероприятиям.
Третье мероприятие, Pokémon Emerald, состоялось 21 марта 2014 года. В данной игре был полностью запрещён режим «Democracy». Emerald неоднократно перезапускался из-за его встроенной опции перезагрузки, но позже данная ошибка была исправлена стримером.
Pokémon X — это первый интерактивный стрим игры, созданной для портативного устройства Nintendo 3DS. Поскольку в то время ещё не был создан эмулятор 3DS для персональных компьютеров, вещательный поток осуществлялся из игровой приставки 3DS с использованием аппаратной модификации, известной как потоковая консоль 3DS с внешним интерфейсом управления (3xtDS), пользователя Reddit dekuNukem, также известным как Twitch_plays_3ds.
В честь годовщины канала Twitch plays Pokemon в феврале 2015 года снова было организовано потоковое вещание игры Pokémon Red. Цель состояла в том, чтобы завершить основную сюжетную линию игры и поймать 151 покемона. С данным заданием игроки справились за 39 дней.
Чтобы отпраздновать четвертую годовщину канала, «Streamer» организовал прохождение одновременно игр Pokémon Red и Pokémon Blue. Игроки в канале Twitch могли указать, для какой игры предназначена их команда, но в остальном прохождение из-за чередования между играми сопровождалось значительными трудностями. А когда игроками применялся режим управления «Democracy», команда, получавшая наибольшее количество голосов, использовалась в обеих играх.
Через пять лет после образования Twitch plays Pokémon канал уже организовал вещание всех игр серии Pokémon. Так, он начал вещание игр с фанатскими модификациями.

## Аудитория
Запущенная 12 февраля 2014 года многопользовательская игра в качестве «проверки концепции» в первые сутки практически не была никем замечена, а игровой чат пустовал. Однако информация об игре быстро распространилась среди зрителей, чьё количество достигло уже 175 000 человек к 14 февраля (тогда игрокам удалось победить первого из восьми гим-лидеров). К 17 февраля количество просмотров стрим-игры превысило 6,5 миллионов. К 20 февраля её просмотрели уже более 17 миллионов раз, и в среднем Pokemon Red просматривали одновременно 60 и 70 тысяч человек, 10 % из которых принимали участие в игровом процессе. К тому времени игрокам удалось поймать 12 различных видов покемонов и они прошли четвертую арену. По завершении прохождения Red количество просмотров канала достигло 36 миллионов, стрим могли одновременно смотреть до 120 000 человек, а всего в прохождении приняло участие около 658 000 человек. Данный стрим в конечном итоге вошёл в книгу мировых рекордов Гиннесса как «однопользовательская» видеоигра, в прохождении которой принимали участие 1,165,140 игроков. Участие огромного количества игроков в прохождении становились причиной сильной перегруженности чата, из-за чего инженерам пришлось перенести чат в потоковом режиме на сервер с большей пропускной способностью, обычно используемый во время крупных киберспортивных мероприятий и самим заняться над улучшением масштабируемости. Сам автор проекта заметил, что не думал, что его детище станет на столько популярным: «я думал, что стрим наберёт только небольшую группу преданных зрителей, и многие из них проявят лишь кратковременный интерес к игре и затем вернутся к своим привычным увлечениям. Это невероятно, насколько популярным стал проект».

## Сообщество

Хаотичное и медленное прохождение уровней Pokemon Red послужило почвой для создания вымышленной мифологии, которая затем была выпущена в печатном издании под названием «Helix Bible»

Собравшаяся вокруг игры фанатская аудитория быстро организовала тематические сообщества в социальных сетях, таких как Reddit. В них освещались актуальные события прохождения игры и публиковались тематические интернет-мемы. Одним из предметов в инвентаре управляемого персонажа с самого начала игры была «Ископаемая спираль», которая была предназначена для оживления покемона Оманита, но в остальных случаях она была бесполезна. «Ископаемая спираль» (англ. Helix Fossil) выбиралась игроками так часто, что стала для фанатского сообщества источником шуточного мифа, согласно которому, спираль ассоциировалась с божеством, к которому игрок должен обращаться с советом. Вскоре сообщество составило «божественный пантеон Helix», завязанный на данной идее, согласно которому спираль воплощала тип управления «anarchy», ему противопоставлялся «окаменелый панцирь» (англ. Dome Fossil) (который возрождает покемона Кабуто), олицетворяющий тип управления «democracy».
Поклонники даже опубликовали «библию» в печатном виде, описывающую религию Helix. Некоторые Покемоны, захваченные героем в Pokemon Red, также завоевали любовь у многих поклонников. Два покемона, захваченных ещё в начале игры и нечаянно выпущенные (Чармелеон и Раттата) получили прозвища «ABBBBBBK» и «JLVWNNOOOO», которых позже также прозвали «Эбби» и «Джей Лено». Пиджеот, один из сильнейших покемонов, которого можно раздобыть на последних уровнях и который почти всегда обеспечивал победу, был прозван фанатским сообществом «Птицей-Иисусом» (англ. Bird Jesus). Одновременно полученной командой покемон Заптос был прозван «AA-j», что можно были интерпретировать, как «Архангел правосудия» или «Птица анархии». Пойманный командой покемон Флаерон был назван «Лжепророком» (англ. False Prophet), поскольку команда игроков захватила его случайно вместо покемона Вапореона, необходимого для обучения ходу «Surf» для путешествия по воде. Позже, он стал причиной высвобождения покемонов Чармелеона и Раттата. В одиннадцатый день игры (23 февраля), который выпал на воскресенье, игроки по неосторожности выпустили дюжину захваченных покемонов, фактически удалив всех существ из игры, событие, которое позже стало известно как «Кровавое воскресенье» (англ. Bloody Sunday). Практика называть события и покемонов прозвищами продолжалась в игре Crystal, в которой полученный командой Пиджот был прозван «Брайаном», а покемон Фералигатр был прозван «Лазоргатором».

## Восприятие
Американские СМИ назвали само прохождения «завораживающим», «чудесным», воплощающим «прекрасный хаос». Один из критиков заметил, что ощущение наблюдения за игровым процессом аналогично тому, как «человек наблюдает за автомобильной аварией в замедленном режиме». Критик с сайта Ars Technica заметил, что проект воплотил «лучшие и худшие качества диктуемой потребителем нашей эпохи, жаждущей чего то нового, которая побуждает многих пользователей тратить часы своего времени на спорные развлечения, распространяющиеся, как вирус благодаря информационной доступности». Сам процесс прохождения сравнивался с теоремой о бесконечных обезьянах в плане того, как хаотичные команды, оставляемые тысячами игроков, в конечном счёте обеспечивали хоть и медленный, но прогресс в прохождении. Вице-президент по маркетингу канала Twitch Мэтью ДиПьетро также похвалил проект, считая его «очередным примером того, как видеоигры стали платформой для развлечений и творчества, и как такой эксперимент сумел показать альтернативные пути прохождения, отличающиеся от изначальной задумки создателей. Объединяя видеоигру, живую трансляцию и опыт коллективного участия, вещатель [Streamer] сумел создать развлекательный гибрид, созданный специально для сообщества Twitch. Это прекрасное подтверждение концепции, которую мы надеемся увидеть в будущем».

## Наследие
Twitch Plays Pokémon также вдохновил других программистов на создание онлайн-эмуляций таких старых и известных игр, как Pokémon Blue, QWOP, Tetris (включая версию, в которой управление обеспечивались введением командных строк, аналогичных Twitch Plays Pokémon), Street Fighter II, Halo: Combat Evolved (чья модель управления, в качестве шутера от первого лица значительно усложнилась), Metal Gear: Ghost Babel, Dark Souls, Fallout 3, PlayerUnknown’s Battlegrounds, Teamfight Tactics и Pokémon Go (в которых использовалась подмена местоположения для имитации движения реального человека, управляемая командой зрителей). В Twitch стали появляется стрим-игры, похожие на Тамагочи, где было необходимо ухаживать за виртуальными питомцами, или же «игра» по установки Arch Linux на виртуальную машину с помощью текстовых команд, каждый игрок мог вводить по одному символу за раз. Вдохновляясь «Linux-игрой», в мае 2017 года был также запущен экспериментальный «Поток акций», позволяющий зрителям Twitch каждые пять минут голосовать за торги акциями на Нью-Йоркской фондовой бирже из первоначального фонда в 50 000 долларов, предоставленного разработчиком потока.
Термин «массовая игра» (англ. crowdplay) начал применяться к играм, в прохождении которых участвует большая группа зрителей. Например российский разработчик tinyBuild использовал модель мероприятия «Twitch Plays» для продвижения своей игры Punch Club. Разработчики поставили условие, что выпустят свою игру, если зрители Twitch сумеют до конца пройти мероприятие. Позже в Punch Club добавили возможность для зрителей делать ставки на внутриигровые бои с использованием виртуальной валюты Twitch, следуя аналогичной модели ставок, используемой Oxeye Game Systems для игры Cobalt. В игре Batman, выпущенной в 2016 году, компания Telltale Games представила новую функцию «crowd play», которая позволяла зрителям голосовать за избранные решения в игре. В январе 2016 года Twitch создала специализированный каталог для различных потоков «Twitch Plays» со своим вице-президентом Кэти Астромофф, которая заявила, что Twitch заинтересован в дальнейшей поддержке подобных мероприятий. Кроме того, в марте 2016 года Twitch объявил о новой инициативе «stream first», чтобы помочь инди-разработчикам в создании игр, для их интеграции поверх классического управления с управлением через онлайн-чат. Компания-гигант Amazon.com, которая приобрела Twitch в 2014 году, разработала игровой движок Amazon Lumberyard, включающий в себя прямую поддержку потоковой передачи Twitch, чтобы позволить зрителям влиять на процесс прохождения через связанный чат, опираясь на популярность «Twitch Plays».
Другой проект — Fish Plays Pokémon, запущенный в августе 2014 года, студенческой организацией HackNY демонстрировал прохождение игры, чьё управление осуществлялось с помощью передвижения в аквариуме рыбки-петушка. Её движения регистрировала камера, перемещение рыбки в аквариуме программа интерпретировала, как определённые команды, необходимые для прохождения уровня. Стрим смотрело одновременно до 20 000 человек.
Twitch в честь празднования оригинальной игры Pokémon Red выпустила эмоджи «PraiseIt» с изображением ископаемой раковины.